# Ormenophlebia imperatrix
Ormenophlebia imperatrix är en trollsländeart som först beskrevs av Mclachlan 1878.  Ormenophlebia imperatrix ingår i släktet Ormenophlebia och familjen jungfrusländor. IUCN kategoriserar arten globalt som livskraftig. Inga underarter finns listade i Catalogue of Life.